# Farafangana (stad)
Farafangana is een stad in Madagaskar, gelegen in de regio Atsimo-Atsinanana. De stad telt 25.046 inwoners (2005). De stad ligt aan de monding van rivier de Manampatrana aan de Indische Oceaan.

## Geschiedenis
In de 18e eeuw maakten de Antaifasy Farafangana tot hun hoofdstad, toen nog Ambaky geheten. Farafangana behoorde eerst tot de provincie Fianarantsoa. Sinds 1 oktober 2009 werden alle autonome provincies in Madagaskar opgeheven en opgedeeld in 22 regio's. Farafanga ligt nu in de regio Atsimo-Atsinanana.

## Infrastructuur
Naast het basisonderwijs biedt de stad zowel middelbaar als hoger onderwijs aan. Farafangana beschikt tevens over een eigen ziekenhuis en luchthaven.

## Economie
Het belangrijkste gewas in Farafangana is peper. Ook ligt de Farafanganamijn in de buurt.
- Bibliothèque nationale de France: cb13183521g (data)
- Gemeinsame Normdatei: 4560834-9
- Library of Congress Control Number: nr97043123
- Nationale Bibliotheek van Israël: 987007535603105171
- Virtual International Authority File: 152893339